# أندي هاريس
أندرو بيتر «أندي» هاريس (بالإنجليزية: Andrew Peter "Andy" Harris) (ولد في 25 يناير 1957 في نيويورك، نيويورك، الولايات المتحدة) سياسي وطبيب أمريكي ويشغل حاليا منصب ممثل المقاطعة الأولى في ولاية ماريلند في مجلس النواب الأمريكي منذ عام 2011. ينتمي للحزب الجمهوري وهو حاليا العضو الجمهوري الوحيد في مجلس النواب عن ولاية ماريلند. خدم هاريس سابقا في مجلس شيوخ ولاية ماريلند.
خدم هاريس في فيلق البحرية الطبية وبحرية الولايات المتحدة الاحتياطية كقائد ملازم في الخدمة الفعلية خلال عملية عاصفة الصحراء ويعمل حاليا كقائد. عمل كطبيب للتخدير وكأستاذ مشارك في طب التخدير والرعاية الحرجة ورئيسا للتخدير التوليدي في مستشفى جونز هوبكنز. عمل هاريس أيضا كقائد في وحدة جونز هوبكنز البحرية الاحتياطية الطبية من 1989 إلى 1992.